# Newell Brands
Pour les articles homonymes, voir Newell.
Newell Brands (anciennement Newell puis Newell Rubbermaid) est un groupe américain spécialisé dans les biens de consommation, créé en 1903. La société dispose d'un portefeuille de marques étendu et diversifié. C'est un conglomérat typique pratiquant le rachat-restructuration. Son siège est situé à Atlanta, en Géorgie. Newell Brands est cotée à l'indice boursier S&P 500 (Standard & Poor's).

## Histoire
La fondation du groupe Newell Brands remonte à 1903, lorsque Edgar Allen Newell (1853-1920) acquiert une entreprise en difficulté de tringles à rideaux à Ogdensburg (New York), qu'il nomme la Newell Manufacturing Company, Inc.
En 1916, les tringles à rideaux Newell sont distribuées dans tout le pays par les magasins à bas prix Woolworth. Cela marque le début de la stratégie de  marchandisage de masse de Newell. 
En 1992, Newell achète Sanford (en), un fabricant et distributeur d'instruments d'écriture, possédant les marques Sharpie et Expo.  
Un an plus tard, en 1993, est acquis Levolor (en), un fabricant et distributeur de parures de fenêtre. De plus, la compagnie pénètre sur le segment beauté et style en achetant des accessoires de soins capillaires Goody. 

Ancien logo jusqu'en 2016 et le changement de nom

En 1999, la Newell Company acquiert le premier fabricant (mais non performant à l'époque) d'articles ménagers en plastique Rubbermaid et la marque de produits pour bébé (notamment des poussettes) Graco pour une valeur de 5,8 milliards de dollars. Cette acquisition double la taille de l'entreprise et augmente fortement le portefeuille des marques contrôlées par la nouvelle entité. La nouvelle société est baptisée Newell Rubbermaid. Débute alors une stratégie d'acquisition par Newell de fabricants de marques connues ma, mais difficulté financière, accompagnée de mesures de réduction des coûts et de mise en synergies des structures de cette grande entreprise.
Ainsi également en 1999, Newell Rubbermaid rachète l'entreprise française Reynolds, puis l'année suivante le secteur papeterie de Gillette, qui comprend les marques Parker, Waterman, Paper Mate et Liquid Paper.
En 2005, Newell Rubbermaid prend le contrôle du fabricant d'articles de bureau (connu pour ses classeurs) Esselte et du même coup de Dymo Corporation.  L'entreprise a ajouté le slogan « Brands That Matter » (« Des marques qui comptent ») à son logo pour souligner le changement.
En octobre 2015, Newell Rubbermaid acquiert pour 600 millions de dollars Elmer's Products, spécialisé dans la colle et connu pour ses marques X-Acto et Krazy Glue. 
En décembre 2015, Newell Rubbermaid acquiert la multinationale Jarden, qui possède entre autres Campingaz, Mapa, Spontex, ou Coleman Company, pour 15 milliards de dollars ; le nouvel ensemble étant contrôlé à 55 % par les actionnaires de Newell Rubbermaid. L'entreprise prend le nom de Newell Brands à la suite de cette opération.
En octobre 2016, Stanley Black & Decker annonce l'acquisition des activités d'outillage de Newell Brands pour 1,95 milliard de dollars.
En mai 2018, Newell Brands vend Waddington Group, regroupant ses activités dans l'emballage en plastique, pour 2,3 milliards de dollars. En juin 2018, Newell Brands annonce la vente de Rawlings Sporting Goods pour 395 millions de dollars. En novembre 2018, Newell Brands annonce la vente de Pure Fishing et Jostens à des fonds d'investissement pour 2,5 milliards de dollars. 
En mars 2019, Newell Brands annonce la vente de ses activités de productions de nylon, plastiques et zinc à un fonds d'investissement pour 500 millions de dollars.

## Principaux actionnaires
Au 14 décembre 2019:
| The Vanguard Group               | 10,4% |
| Icahn Associates Holding (en)    | 9,71% |
| Pzena Investment Management (en) | 5,94% |
| SSGA Funds Management (en)       | 4,48% |
| Franklin Mutual Advisers         | 3,14% |
| BlackRock Fund Advisors          | 2,83% |
| OppenheimerFunds (en)            | 2,76% |
| BlackRock Advisors               | 2,73% |
| Pacific Financial Research       | 2,10% |
| Mellon Investments               | 1,96% |

## Marques
Il possède notamment les marques suivantes :
| - Burnes, - Calphalon, - Campingaz, - Carex, - Century, - Coleman, - Cosmolab, - Del Mar, - Dymo, - Eberhard Faber, - Eldon, - Ezpaintr, | - First Alert, - Gardina, - Graco, - Hanson Drape, - Holson, - Intercraft, - Liquid Paper, - LouverDrape, - Mapa - Marmot - Nenplas, - NUK, - Panodia, - Paper-mate, - Parker, | - Regal, - Reynolds, - Roger, - Rolodex, - Rotring, - Roughneck, - Royal Diamond, - Rubbermaid, - Sharpie, - Spontex, - Spur, - StainShield, - System Works, - TakeAlong, - Tigex, - Yankee Candle, - Waterman |

### Marques vendues ou disparues
- AirBake (plaque de cuisson pour la pâtisserie) cédé à Tefal
- Blue Ice (accumulateur de froid pour glacière)
- Mirro (en) (ustensiles de cuisine en aluminium) en 2003 (fermeture usine)
- Acrimo (stores) en 2007[14]
- Berol (en) (matériel d'écriture et d'art) en 2010 (fermeture usine, mais la marque subsiste)
- BernzOmatic (en) (instruments de soudage au gaz) en 2011
- Albadecor (fabrication de bois décoré) en faillite en 2012[15]
- Amerock (en), Ashland Hardware, Bulldog, Shur-Line (articles de cuisine) en 2013[16]
- Mimio (en) (tableau blanc interactif) en 2013
- Levolor (en) (fabricant de store) en 2016
- Hilmor (outils) en 2017[17]
- Irwin (en) (outils dont le serre-joint Quick-Grip et la pince-étau Vise-Grip de la marque) en 2017
- Lenox (en) (outils) en 2017

## Organisation des secteurs d'activités
Les sections ci-dessous contiennent les secteurs d'activités de Newell Brands et leurs marques.

### L'écriture
- Dymo
- Expo
- Paper Mate
- Parker
- Prismacolor
- Reynolds
- Rotring
- Sharpie
- Waterman

### Produits de puériculture
- Aprica
- Baby Jogger
- Graco
- Lillo
- NUK
- Teutonia
- Tigex

### Loisirs de plein-air
- Campingaz
- Coleman
- Marmot

### Maison connectée et sécurité
- First Alert

### Électroménagers et ustensiles de cuisine
- Calphalon

### Produits commerciaux
- Rubbermaid
- Spontex

### Autres
- Rolodex (classeur rotatif de bureau)